# Зеликман, Наум Петрович
Нау́м Петро́вич Зеликма́н (1901, Новомосковск, Екатеринославская губерния — 2 марта 1939) — майор госбезопасности (1935), полномочный представитель ОГПУ по Башкирской АССР, начальник УНКВД Башкирской АССР (1933—1937). Входил в состав особой тройки НКВД СССР.

## Биография
Родился в семье служащего; окончил 3 класса еврейского общественного училища (талмуд-тора) в Новомосковске.
Работал учеником, подмастерьем в мастерских Новомосковска, Екатеринослава, Севастополя. С мая по июль 1919 года был стрелком Коммунистического отряда в Новомосковске. В 1920—1921 годы заведующий отделом политпросвещения, в 1921 г. — ответственный секретарь Новомосковского уездного комитета ЛКСМ Украины. В том же году вступил в партию.
С 1921 года служил в органах Крымской ЧК: информатор политбюро, помощник уполномоченного, информатор военкома 130-го полка. С 1922 года — в Севастопольском окружном отделе ГПУ: уполномоченный, затем помощник начальника Информационного отдела, уполномоченный и начальник Контрразведывательного отдела, начальник 1-го и 2-го отделений, заместитель начальника Севастопольского окружного отдела ГПУ (1925). В 1925—1926 годах служил в Уральском губернском отделе ГПУ (начальник секретно-оперативной части, заместитель начальника отдела, начальник секретно-оперативной части и начальник Информационно-агентурного отдела), в 1927—1928 гг. — во Владимирского губернском отделе ГПУ (помощник начальника).
С 1928 года — в органах госбезопасности Башкирской АССР: помощник начальника ГПУ Башкирской АССР (1928—1930), начальник Секретно-оперативного управления и заместитель председателя ГПУ (1930—1931), начальник Секретно-оперативного управления Полномочного представительства ОГПУ по Башкирской АССР (1931—1932), заместитель полномочного представителя ОГПУ по Башкирской АССР (1932—1934). С 25 июля 1933 года — полномочный представитель ОГПУ по Башкирской АССР.
26 января—10 февраля 1934 года делегат XVII съезда ВКП(б) с совещательным голосом от Башкирской парторганизации.
С 15 июля 1934 года — начальник УНКВД Башкирской АССР. 5 декабря 1935 года присвоено звание «майор госбезопасности».
С февраля 1937 г. — заместитель начальника УНКВД Оренбургской области. Этот период отмечен вхождением в состав особой тройки, созданной по приказу НКВД СССР от 30.07.1937 № 00447 и активным участием в сталинских репрессиях.
Уволен из рядов НКВД c исключением с учета согласно ст. 38 п. «в» Положения согласно приказу НКВД СССР № 2304 от 22.11.1937 года.

## Награды
- знак «Почётный работник ВЧК-ГПУ» (20.12.1932)[7].

## Завершающий этап
Арестован 15 октября 1937 г. Расстрелян по приговору Военной коллегии Верховного суда СССР 2 марта 1939 г. Не реабилитирован.В реабилитации отказано 12.12.2013 (определение Верховного Суда РФ).